# Kloster Porta Coeli (Werendijke)

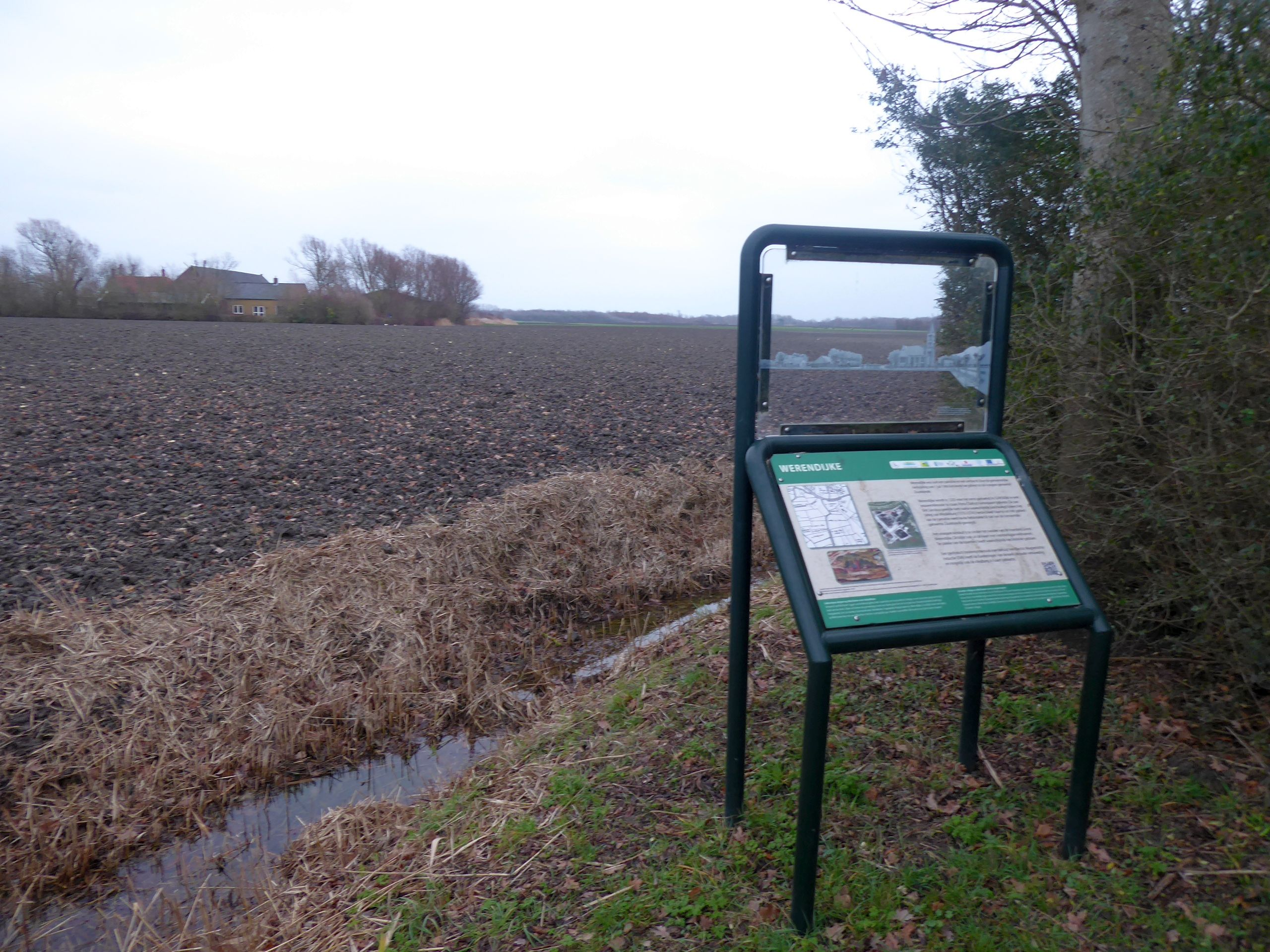
Die Hinweistafel vor dem Fundort der Kirchenfundamente

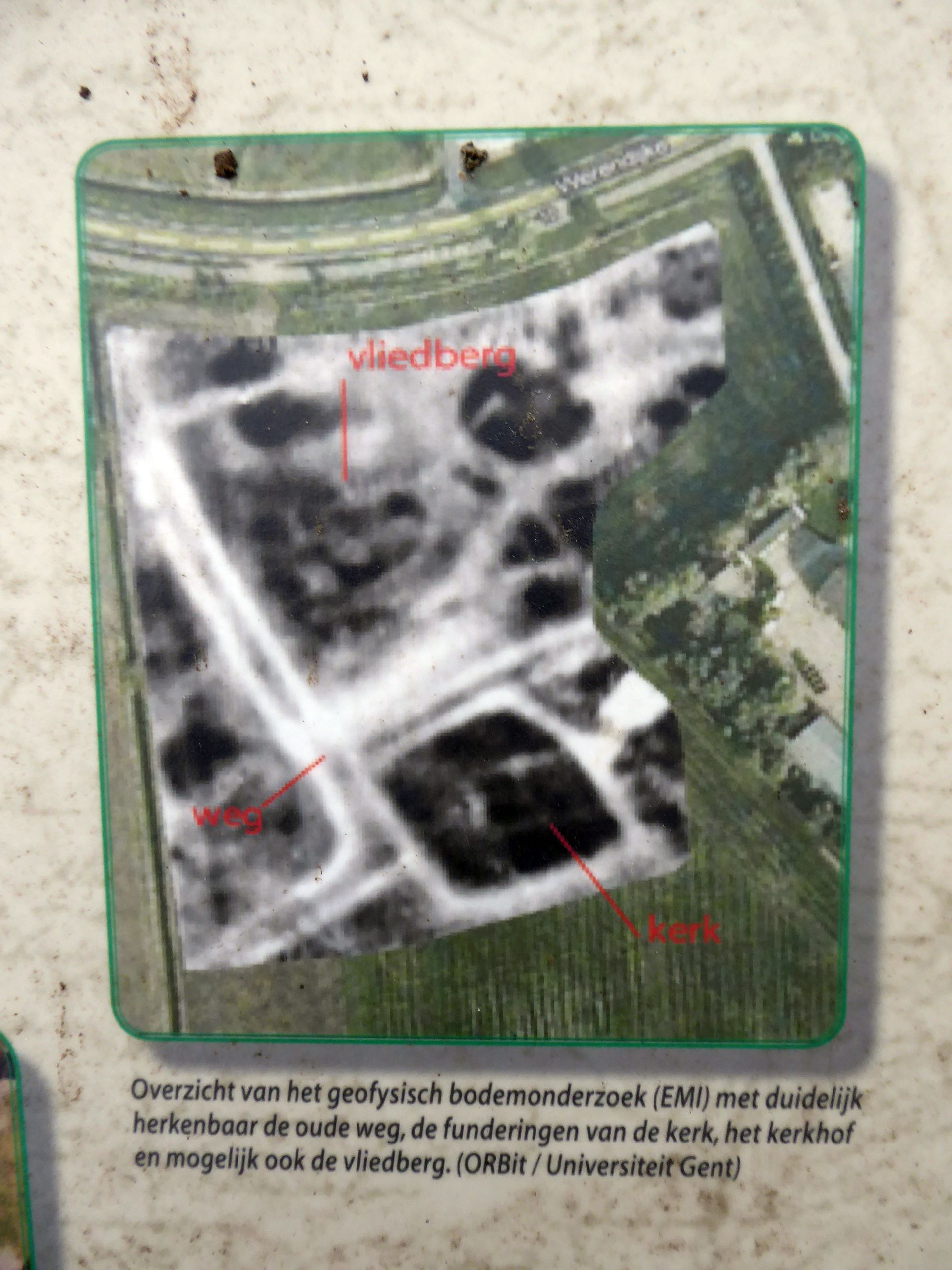
Ergebnisse der Bodenuntersuchung

Das Kloster Porta Coeli (Himmelspforte) war ein Benediktinerinnenkloster in Werendijke bei Zoutelande in der heutigen niederländischen Provinz Zeeland.

## Geschichte
1249 wurde das Benediktinerinnenkloster Porta Coeli im Zuge einer Landschenkung durch Wilhelm von Holland zum ersten Mal erwähnt. Die Schenkung wurde später durch Florens V. bestätigt. Auch im Testament der Adelheid von Holland aus dem Jahr 1271 wurde der Konvent bedacht.
Da außer der Werendijker Pfarrkirche St. Jacobus kein weiterer Sakralbau im Ort bekannt ist, dürfte dieses Gotteshaus auch als Klosterkirche gedient haben. Von hier wurde um 1271 die Zoutelander Katharinenkirche als Tochterkirche abgepfarrt.
Da der Konvent trotz der Zuwendungen nicht lebensfähig war, wurde er 1317 der Johanniter-Komturei Sint-Jan ten Heere bei Aagtekerke unterstellt, wohin die Nonnen zu einem unbekannten Zeitpunkt auch ihren Wohnort verlegten. Der Konvent ist zwischen 1572 und 1574 durch spanische Truppen im Zuge des Achtzigjährigen Krieges verwüstet worden.
2013 wurden bei einer Bodenuntersuchung in Werendijke die Fundamente der Kirche sowie die Position des früheren Vliedberges gefunden. Neben dem Feld, wo sich die Fundstellen befinden, wurde eine Hinweistafel angebracht.